# Estados Unidos nos Jogos Olímpicos de Verão de 2012
Os Estados Unidos competiu nos Jogos Olímpicos de Verão de 2012, que aconteceram na cidade de Londres, no Reino Unido, de 27 de julho até 12 de agosto de 2012.

## Medalhas
| Atleta | Esporte             | Evento                     | Medalha |
| --- | ------------------- | -------------------------- | ------- |
| Jordyn Wieber Alexandra Raisman McKayla Maroney Gabrielle Douglas Kyla Ross                                                         | Ginástica Artística | Equipes                    | Ouro    |
| Nathan Adrian | Natação             | 100 m livre masculino      | Ouro    |
| Matt Grevers | Natação             | 100 m costas masculino     | Ouro    |
| Tyler Clary | Natação             | 200 m costas masculino     | Ouro    |
| Michael Phelps | Natação             | 100 m borboleta masculino  | Ouro    |
| Michael Phelps | Natação             | 200 m medley masculino     | Ouro    |
| Ryan Lochte | Natação             | 400 m medley masculino     | Ouro    |
| Allison Schmitt | Natação             | 200 m livre feminino       | Ouro    |
| Katie Ledecky | Natação             | 800 m livre feminino       | Ouro    |
| Missy Franklin | Natação             | 100 m costas feminino      | Ouro    |
| Missy Franklin | Natação             | 200 m costas feminino      | Ouro    |
| Rebecca Soni | Natação             | 200 m peito feminino       | Ouro    |
| Dana Vollmer | Natação             | 100 m borboleta feminino   | Ouro    |
| Erin Cafaro Susan Francia Esther Lofgren Taylor Ritzel Meghan Musnicki Eleanor Logan Caroline Lind Caryn Davies Mary Whipple (tim.) | Remo                | Oito com feminino          | Ouro    |
| Vincent Hancock | Tiro                | Skeet masculino            | Ouro    |
| Erik Kynard | Atletismo           | Salto em altura masculino  | Prata   |
| Cullen Jones | Natação             | 50 m livre masculino       | Prata   |
| Nick Thoman | Natação             | 100 m costas masculino     | Prata   |
| Michael Phelps | Natação             | 200 m borboleta masculino  | Prata   |
| Ryan Lochte | Natação             | 200 m medley masculino     | Prata   |
| Allison Schmitt | Natação             | 400 m livre feminino       | Prata   |
| Rebecca Soni | Natação             | 100 m peito feminino       | Prata   |
| Elizabeth Beisel | Natação             | 400 m medley feminino      | Prata   |
| Haley Anderson | Natação             | Maratona aquática feminina | Prata   |
| Brady Ellison Jacob Wukie Jake Kaminski                                                                                             | Tiro com arco       | Equipes masculinas         | Prata   |
| Justin Gatlin | Atletismo           | 100 m masculino            | Bronze  |
| Peter Vanderkaay | Natação             | 400 m livre masculino      | Bronze  |
| Ryan Lochte | Natação             | 200 m costas masculino     | Bronze  |
| Brendan Hansen | Natação             | 100 m peito masculino      | Bronze  |
| Elizabeth Beisel | Natação             | 200 m costas feminino      | Bronze  |
| Caitlin Leverenz | Natação             | 200 m medley feminino      | Bronze  |

## Desempenho

### Atletismo
Masculino
| Atleta         | Evento                | Preliminar | Preliminar | Quartas-de-final | Quartas-de-final | Semifinal | Semifinal | Final | Final             |
| Atleta         | Evento                | Marca      | Posição    | Marca            | Posição          | Marca     | Posição   | Marca | Posição           |
| -------------- | --------------------- | ---------- | ---------- | ---------------- | ---------------- | --------- | --------- | ----- | ----------------- |
| Justin Gatlin  | 100 m                 | BYE        | BYE        | 9s97 Q           | 1º/bat. 2        | 9s82 Q    | 1º/bat. 1 | 9s79  | Medalha de bronze |
| Tyson Gay      | 100 m                 | BYE        | BYE        | 10s08 Q          | 1º/bat. 1        | 9s90 Q    | 2º/bat. 3 | 9s80  | 4º                |
| Ryan Bailey    | 100 m                 | BYE        | BYE        | 9s88 Q           | 1º/bat. 3        | 9s96 Q    | 2º/bat. 2 | 9s88  | 5º                |
| Jamie Nieto    | Salto em altura       | 2,26m q    | 7º         |                  |                  |           |           | 2,29m | 6º                |
| Jesse Williams | Salto em altura       | 2,29m q    | 3º         | 2,25m            | 9º               |           |           |       |                   |
| Erik Kynard    | Salto em altura       | 2,29m q    | 3º         | 2,33m            | Medalha de prata |           |           |       |                   |
| Kibwe Johnson  | Lançamento de martelo | 77,17m q   | 5º         | 74,95m           | 9º               |           |           |       |                   |
| A. G. Kruger   | Lançamento de martelo | 72,13m     | 25º        | Não avançou      | Não avançou      |           |           |       |                   |

### Canoagem slalom
Masculino
| Atleta                 | Evento | Preliminar | Preliminar | Preliminar | Preliminar | Semifinais  | Semifinais  | Final       | Final       |
| Atleta                 | Evento | Descida 1  | Descida 2  | Total      | Posição    | Tempo       | Posição     | Tempo       | Posição     |
| ---------------------- | ------ | ---------- | ---------- | ---------- | ---------- | ----------- | ----------- | ----------- | ----------- |
| Casey Eichfeld         | C-1    | 97s04      | 102s02     | 97s04      | 14º        | Não avançou | Não avançou | Não avançou | Não avançou |
| Eric Hurd Jeff Larimer | C-2    | 112s91     | 109s78     | 109s78     | 12º        | Não avançou | Não avançou | Não avançou | Não avançou |
| Scott Parsons          | K-1    | 94s16      | 141s72     | 94s16      | 16º        | Não avançou | Não avançou | Não avançou | Não avançou |

Feminino
| Atleta         | Evento | Preliminar | Preliminar | Preliminar | Preliminar | Semifinais  | Semifinais  | Final       | Final       |
| Atleta         | Evento | Descida 1  | Descida 2  | Total      | Posição    | Tempo       | Posição     | Tempo       | Posição     |
| -------------- | ------ | ---------- | ---------- | ---------- | ---------- | ----------- | ----------- | ----------- | ----------- |
| Caroline Queen | K-1    | 117s05     | 136s23     | 117s05     | 17º        | Não avançou | Não avançou | Não avançou | Não avançou |

### Futebol
Feminino
| Equipe | Equipe | Fase de grupos                                    | Fase de grupos | Quartas                | Semifinal              | Final                  | Pos. |
| Equipe | Equipe | Adversário e resultado                            | Pos.           | Adversário e resultado | Adversário e resultado | Adversário e resultado | Pos. |
| --- | --- | ------------------------------------------------- | -------------- | ---------------------- | ---------------------- | ---------------------- | ---- |
| Hope Solo Heather Mitts Christie Rampone Becky Sauerbrunn Kelly O'Hara Amy LePeilbet Shannon Boxx Amy Rodriguez Heather O'Reilly | Carli Lloyd Sydney Leroux Lauren Cheney Alex Morgan Andy Wambach Megan Rapinoe Rachel Buehler Tobin Heath Nicole Barnhart | FRA França V 4-2 COL Colômbia PRK Coreia do Norte |                |                        |                        |                        |      |

### Halterofilismo(3 atletas)
Masculino
| Atleta          | Evento | Arranque (kg) | Arremesso (kg) | Total (kg) | Posição |
| --------------- | ------ | ------------- | -------------- | ---------- | ------- |
| Kendrick Farris | -85kg  | 155,0         | 200,0          | 355,0      | 10º     |

Feminino
| Atleta         | Evento | Arranque (kg) | Arremesso (kg) | Total (kg) | Posição |
| -------------- | ------ | ------------- | -------------- | ---------- | ------- |
| Sarah Robles   | +75kg  | 120,0         | 145,0          | 265,0      | 7º      |
| Holley Mangold | +75kg  | 105,0         | 135,0          | 240,0      | 10º     |

### Natação
Masculino
| Atletas          | Evento          | Eliminatórias | Eliminatórias | Semifinal   | Semifinal | Final       | Final             |
| Atletas          | Evento          | Tempo         | Posição       | Tempo       | Posição   | Tempo       | Posição           |
| ---------------- | --------------- | ------------- | ------------- | ----------- | --------- | ----------- | ----------------- |
| Cullen Jones     | 50 m livre      | 21s95 Q       | 6º            | 21s54 Q     | 1º        | 21s54       | Medalha de prata  |
| Anthony Ervin    | 50 m livre      | 21s83 Q       | 4º            | 21s62 Q     | 3º        | 21s78       | 5º                |
| Nathan Adrian    | 100 m livre     | 48s19 Q       | 1º            | 47s97 Q     | 2º        | 47s52       | Medalha de ouro   |
| Cullen Jones     | 100 m livre     | 48s61 Q       | 9º            | 48s60       | 14º       | Não avançou | Não avançou       |
| Ryan Lochte      | 200 m livre     | 1min46s45 Q   | 2º            | 1min46s31 Q | 5º        | 1min45s04   | 4º                |
| Ricky Berens     | 200 m livre     | 1min47s07 Q   | 8º            | 1min46s87   | 9º        | Não avançou | Não avançou       |
| Peter Vanderkaay | 400 m livre     | 3min45s80 Q   | 2º            |             |           | 3min44s69   | Medalha de bronze |
| Conor Dwyer      | 400 m livre     | 3min46s24 Q   | 3º            | 3min46s39   | 5º        |             |                   |
| Andrew Gemmell   | 1500 m livre    | 14min59s05    | 9º            |             |           | Não avançou | Não avançou       |
| Connor Jaeger    | 1500 m livre    | 14min57s56 Q  | 4º            | 14min52s99  | 6º        |             |                   |
| Matt Grevers     | 100 m costas    | 52s92 Q       | 1º            | 52s66 Q     | 1º        | 52s16       | Medalha de ouro   |
| Nick Thoman      | 100 m costas    | 53s48 Q       | 3º            | 53s47       | 5º        | 52s92       | Medalha de prata  |
| Tyler Clary      | 200 m costas    | 1min56s24 Q   | 1º            | 1min54s71 Q | 1º        | 1min53s41   | Medalha de ouro   |
| Ryan Lochte      | 200 m costas    | 1min56s36 Q   | 2º            | 1min55s40 Q | 2º        | 1min53s94   | Medalha de bronze |
| Brendan Hansen   | 100 m peito     | 59s93 Q       | 10º           | 59s78 Q     | 8º        | 59s49       | Medalha de bronze |
| Eric Shanteau    | 100 m peito     | 59s96 Q       | 11º           | 59s96       | 11º       | Não avançou | Não avançou       |
| Clark Burckle    | 200 m peito     | 2min09s55 Q   | 6º            | 2min09s13 Q | 7º        | 2min09s25   | 6º                |
| Scott Weltz      | 200 m peito     | 2min09s67 Q   | 7º            | 2min08s99 Q | 4º        | 2min09s02   | 5º                |
| Michael Phelps   | 100 m borboleta | 51s72 Q       | 2º            | 50s86 Q     | 1º        | 51s21       | Medalha de ouro   |
| Tyler McGill     | 100 m borboleta | 51s95 Q       | 7º            | 51s61 Q     | 3º        | 51s88       | 7º                |
| Tyler Clary      | 200 m borboleta | 1min54s96 Q   | 2º            | 1min54s93 Q | 5º        | 1min55s06   | 5º                |
| Michael Phelps   | 200 m borboleta | 1min55s53 Q   | 5º            | 1min54s53 Q | 4º        | 1min53s01   | Medalha de prata  |
| Ryan Lochte      | 200 m medley    | 1min58s03 Q   | 2º            | 1min56s13 Q | 1º        | 1min54s90   | Medalha de prata  |
| Michael Phelps   | 200 m medley    | 1min58s24 Q   | 4º            | 1min57s11 Q | 3º        | 1min54s27   | Medalha de ouro   |
| Ryan Lochte      | 400 m medley    | 4min12s35 Q   | 3º            |             |           | 4min05s18   | Medalha de ouro   |
| Michael Phelps   | 400 m medley    | 4min13s33 Q   | 8º            | 4min09s28   | 4º        |             |                   |

Feminino
| Atletas          | Evento          | Eliminatórias | Eliminatórias | Semifinal   | Semifinal        | Final       | Final             |
| Atletas          | Evento          | Tempo         | Posição       | Tempo       | Posição          | Tempo       | Posição           |
| ---------------- | --------------- | ------------- | ------------- | ----------- | ---------------- | ----------- | ----------------- |
| Jessica Hardy    | 100 m livre     | 54s09 Q       | 8º            | 53s86 Q     | 8º               | 54s02       | 8º                |
| Missy Franklin   | 100 m livre     | 54s26 Q       | 10º           | 53s59 Q     | 3º               | 53s64       | 5º                |
| Allison Schmitt  | 200 m livre     | 1min57s33 Q   | 2º            | 1min56s15 Q | 2º               | 1min53s61   | Medalha de ouro   |
| Missy Franklin   | 200 m livre     | 1min57s62 Q   | 3º            | 1min57s57 Q | 8º               | 1min55s82   | 4º                |
| Allison Schmitt  | 400 m livre     | 4min03s31 Q   | 2º            |             |                  | 4min01s77   | Medalha de prata  |
| Chloe Sutton     | 400 m livre     | 4min07s07     | 10º           | Não avançou | Não avançou      |             |                   |
| Katie Ledecky    | 800 m livre     | 8min23s84 Q   | 3º            | 8min14s63   | Medalha de ouro  |             |                   |
| Kate Ziegler     | 800 m livre     | 8min37s38     | 21º           | Não avançou | Não avançou      |             |                   |
| Rachel Bootsma   | 100 m costas    | 1min00s03 Q   | 11º           | 1min00s04   | 11º              | Não avançou | Não avançou       |
| Missy Franklin   | 100 m costas    | 59s37 Q       | 2º            | 59s12 Q     | 2º               | 58s33       | Medalha de ouro   |
| Missy Franklin   | 200 m costas    | 2min07s54 Q   | 1º            | 2min06s84 Q | 2º               | 2min04s06   | Medalha de ouro   |
| Elizabeth Beisel | 200 m costas    | 2min07s82     | 2º            | 2min06s18   | 1º               | 2min06s55   | Medalha de bronze |
| Breeja Larson    | 100 m peito     | 1min06s58 Q   | 4º            | 1min06s70 Q | 4º               | 1min06s96   | 6º                |
| Rebecca Soni     | 100 m peito     | 1min05s75     | 2º            | 1min05s98   | 2º               | 1min05s55   | Medalha de prata  |
| Rebecca Soni     | 200 m peito     | 2min21s40 Q   | 1º            | 2min20s00 Q | 1º               | 2min19s59   | Medalha de ouro   |
| Micah Lawrence   | 200 m peito     | 2min24s50 Q   | 4º            | 2min23s39 Q | 6º               | 2min23s27   | 6º                |
| Dana Vollmer     | 100 m borboleta | 56s25 Q       | 1º            | 56s36 Q     | 1º               | 55s98       | Medalha de ouro   |
| Claire Donahue   | 100 m borboleta | 58s06 Q       | 7º            | 57s42 Q     | 5º               | 57s48       | 7º                |
| Kathleen Hersey  | 200 m borboleta | 2min06s41 Q   | 1º            | 2min05s90 Q | 1º               | 2min05s78   | 4º                |
| Cammile Adams    | 200 m borboleta | 2min08s18 Q   | 8º            | 2min07s33 Q | 7º               | 2min06s78   | 5º                |
| Caitlin Leverenz | 200 m medley    | 2min10s63 Q   | 3º            | 2min10s06 Q | 3º               | 2min08s95   | Medalha de bronze |
| Ariana Kukors    | 200 m medley    | 2min11s94 Q   | 7º            | 2min10s08 Q | 4º               | 2min09s83   | 5º                |
| Elizabeth Beisel | 400 m medley    | 4min31s68 Q   | 1º            |             |                  | 4min31s27   | Medalha de prata  |
| Caitlin Leverenz | 400 m medley    | 4min36s09 Q   | 8º            | 4min35s49   | 6º               |             |                   |
| Haley Anderson   | Maratona        |               |               | 1h57min38s6 | Medalha de prata |             |                   |

### Remo
Masculino
| Equipe | Evento        | Eliminatórias | Eliminatórias | Repescagem | Repescagem | Quartas | Quartas  | Semifinal | Semifinal | Final   | Final                |
| Equipe | Evento        | Tempo         | Posição       | Tempo      | Posição    | Tempo   | Posição  | Tempo     | Posição   | Tempo   | Posição (Pos. final) |
| --- | ------------- | ------------- | ------------- | ---------- | ---------- | ------- | -------- | --------- | --------- | ------- | -------------------- |
| Kenneth Jurkowski | Skiff simples | 7m08s49       | 3º Q          | BYE        | BYE        | 7m18s27 | 5º S C/D | 7m56s51   | 6º FD     | DNS     | 6º (24º)             |
| Thomas Peszek Silas Stafford | Dois sem      | 6m26s59       | 4º R          | 6m27s41    | 3º S       |         |          | 6m58s58   | 4º FB     | 6m53s30 | 2º (8º)              |
| David Banks Grant James Ross James Will Miller Giuseppe Lanzone Stephen Kasprzyk Jacob Cornelius Brett Newlin Zachary Vlahos (tim.) | Oito com      | 5m30s72       | 1º F          | BYE        | BYE        |         |          |           |           | 5m52s48 | 4º                   |

Feminino
| Equipe | Evento   | Eliminatórias | Eliminatórias | Repescagem | Repescagem | Quartas | Quartas | Semifinal | Semifinal | Final   | Final                |
| Equipe | Evento   | Tempo         | Posição       | Tempo      | Posição    | Tempo   | Posição | Tempo     | Posição   | Tempo   | Posição (Pos. final) |
| --- | -------- | ------------- | ------------- | ---------- | ---------- | ------- | ------- | --------- | --------- | ------- | -------------------- |
| Erin Cafaro Susan Francia Esther Lofgren Taylor Ritzel Meghan Musnicki Eleanor Logan Caroline Lind Caryn Davies Mary Whipple (tim.) | Oito com | 6m14s68       | 1º Q          | BYE        | BYE        |         |         |           |           | 6m10s59 | Medalha de ouro      |

### Tênis
Masculino
| Atleta     | Evento  | Fase de 64                      | Fase de 32                      | Fase de 16                         | Quartas                         | Semifinais             | Final                  | Final       |
| Atleta     | Evento  | Adversário e resultado          | Adversário e resultado          | Adversário e resultado             | Adversário e resultado          | Adversário e resultado | Adversário e resultado | Posição     |
| ---------- | ------- | ------------------------------- | ------------------------------- | ---------------------------------- | ------------------------------- | ---------------------- | ---------------------- | ----------- |
| John Isner | Simples | BEL O. Rochus V 7-6 (7-1) , 6-4 | TUN M. Jaziri V 7-6 (7-1) , 6-2 | SRB J. Tipsarević 7-5, 7-6 (16-14) | SUI R. Federer D 4-6, 6-7 (5-7) | Não avançou            | Não avançou            | Não avançou |

### Tiro
Masculino
| Atleta           | Evento                | Qualificação | Qualificação | Final       | Final       | Posição         |
| Atleta           | Evento                | Placar       | Posição      | Placar      | Total       | Posição         |
| ---------------- | --------------------- | ------------ | ------------ | ----------- | ----------- | --------------- |
| Jason Turner     | Pistola de ar de 10 m | 569          | 34º          | Não avançou | Não avançou | 34º             |
| Daryl Szarenski  | Pistola de ar de 10 m | 575          | 23º          | Não avançou | Não avançou | 23º             |
| Daryl Szarenski  | Pistola livre 50 m    | 550          | 28º          | Não avançou | Não avançou | 28º             |
| Nickolaus Mowrer | Pistola livre 50 m    | 558          | 15º          | Não avançou | Não avançou | 15º             |
| Emil Milev       | Tiro rápido 25 m      | 578          | 13º          | Não avançou | Não avançou | 13º             |
| Keith Sanderson  | Tiro rápido 25 m      | 578          | 14º          | Não avançou | Não avançou | 14º             |
| Matthew Emmons   | Carabina de ar 10 m   | 590          | 35º          | Não avançou | Não avançou | 35º             |
| Jonathan Hall    | Carabina de ar 10 m   | 592          | 27º          | Não avançou | Não avançou | 27º             |
| Eric Uptaggrafft | Carabina deitado 50 m | 594          | 16º          | Não avançou | Não avançou | 16º             |
| Michael McPhail  | Carabina deitado 50 m | 595          | 9º           | Não avançou | Não avançou | 9º              |
| Frank Thompson   | Skeet                 | 119          | 8º           | Não avançou | Não avançou | 8º              |
| Vincent Hancock  | Skeet                 | 123          | 1º           | 25          | 148         | Medalha de ouro |
| Joshua Richmond  | Fossa olímpica dublê  | 131          | 16º          | Não avançou | Não avançou | 16º             |
| Walton Eller     | Fossa olímpica dublê  | 126          | 22º          | Não avançou | Não avançou | 22º             |

### Tiro com arco(6 atletas)
| Atleta                                      | Prova                | Rodada de classificação | Rodada de classificação | Ronda dos 64                                | Ronda dos 32                               | Ronda dos 16                           | Quartos-finais                    | Semifinais                       | Final                                                 | Final            |
| Atleta                                      | Prova                | Placar                  | Pos.                    | Adversário e resultado                      | Adversário e resultado                     | Adversário e resultado                 | Adversário e resultado            | Adversário e resultado           | Adversário e resultado                                | Pos.             |
| ------------------------------------------- | -------------------- | ----------------------- | ----------------------- | ------------------------------------------- | ------------------------------------------ | -------------------------------------- | --------------------------------- | -------------------------------- | ----------------------------------------------------- | ---------------- |
| Jacob Wukie                                 | Individual masculino | 673                     | 12º                     | IND J. Talukdar V 2-0, 2-0, 2-0             | NOR B. Nesteng D 2-0, 0-2, 0-2, 0-2        | Não avançou                            | Não avançou                       | Não avançou                      | Não avançou                                           | Não avançou      |
| Brady Ellison                               | Individual masculino | 676                     | 10º                     | PHI M. Javier V 2-0, 2-0, 1-1, 2-0          | AUS T. Worth D 1-1, 0-2, 0-2, 0-2          | Não avançou                            | Não avançou                       | Não avançou                      | Não avançou                                           | Não avançou      |
| Jake Kaminski                               | Individual masculino | 670                     | 18º                     | MDA D. Olaru D 2-0, 2-0, 1-1, 0-2, 0-2, 0-1 | Não avançou                                | Não avançou                            | Não avançou                       | Não avançou                      | Não avançou                                           | Não avançou      |
| Jake Kaminski Brady Ellison Jacob Wukie     | Equipes              | 2019                    | 4º                      |                                             |                                            | Bye                                    | JPN Japão V 220-219               | KOR Coreia do Sul V 224-219      | ITA Itália D 218-219                                  | Medalha de prata |
| Khatuna Lorig                               | Individual feminino  | 669                     | 4º                      | BHU S. Zam V 2-0, 2-0, 2-0                  | DEN L. Larsen V 2-0, 0-2, 1-1, 2-0, 1-1    | CHN M. Cheng V 2-0, 1-1, 0-2, 2-0, 2-0 | FRA B. Schuh V 2-0, 0-2, 2-0, 2-0 | KOR B-B. Ki D 1-1, 0-2, 1-1, 0-2 | Disputa pelo bronze: MEX M. Avitia 0-2, 0-2, 2-0, 0-2 | 4º               |
| Miranda Leek                                | Individual feminino  | 656                     | 14º                     | UKR K. Palekha V 2-0, 2-0, 1-1, 1-1         | ITA P. Lionetti D 0-2, 2-0, 1-1, 1-1, 2-0  | Não avançou                            | Não avançou                       | Não avançou                      | Não avançou                                           | Não avançou      |
| Jennifer Nichols                            | Individual feminino  | 654                     | 15º                     | IND C. Swuro V 0-2, 2-0, 1-1, 0-2, 2-0, 1-0 | MGL U. Bishindee D 1-1, 2-0, 1-1, 0-2, 0-2 | Não avançou                            | Não avançou                       | Não avançou                      | Não avançou                                           | Não avançou      |
| Khatuna Lorig Miranda Leek Jennifer Nichols | Equipes              | 1979                    | 2º                      |                                             |                                            | Bye                                    | CHN China D 213-218               | Não avançou                      | Não avançou                                           | Não avançou      |

### Triatlo
| Atleta         | Evento    | Natação (1,5 km) | Ciclismo (40 km) | Corrida (10 km) | Tempo total | Posição |
| -------------- | --------- | ---------------- | ---------------- | --------------- | ----------- | ------- |
| Manuel Huerta  | Masculino | 18m57            | 58m51            | 34m39           | 1h53m39     | 51º     |
| Hunter Kemper  | Masculino | 17m25            | 58m44            | 31m20           | 1h48m46     | 14º     |
| Sarah Groff    | Feminino  | 19m57            | 1h06s11          | 33m52           | 2h00m00     | 4º      |
| Gwen Jorgensen | Feminino  | 19m27            | 1h11s06          | 34m44           | 2h06m34     | 38º     |
| Laura Bennett  | Feminino  | 19m16            | 1h06s51          | 36m10           | 2h02m17     | 17º     |